# Aristolochia tomentosa
Aristolochia tomentosa är en piprankeväxtart som beskrevs av John Sims. Aristolochia tomentosa ingår i släktet piprankor, och familjen piprankeväxter. Inga underarter finns listade i Catalogue of Life.